# Radiotelevisão Caboverdiana
La Radiotelevisão Caboverdiana (RTC) fou fundada en maig de 1997 sota proposta de l'aleshores ministre de Comunicació Social, José António dos Reis. Nasqué de la fusió de les extintes Rádio Nacional de Cabo Verde (RNCV) i Televisão Nacional de Cabo Verde (TNCV).
RTC és el major grup de comunicació social a Cap Verd, ja que posseeix un canal de televisió (TCV) i d'una ràdio (RCV). Té la seu a Praia, delegacions a São Vicente, Sal, São Filipe i Santa Catarina. La seva ràdio té corresponsals als vint municipis del país. És el principal ocupador de mitjans de comunicació a Cap Verd.
L'emissora transmet notícies, esports, programes de televisió i recentment difon cobertures de futbol de Portugal i també de Brasil, així com d'Amèrica Llatina, però poques vegades d'areu del món. El canal de ràdio té marca RCV, originalment transmetia durant l'última part del dia i la nit en els seus primers anys, després la major part del dia i de la nit, i actualment les 24 hores. El canal de televisió té marca TCV i és també és visible a Portugal en les principals plataformes de cable i IPTV com un canal premium sota el nom TCV Internacional. A partir de finals de la dècada de 2000, TCV transmès des del migdia fins a mitjanit. La primera i única estació jovenil es coneix com a RCV+, Radio Cabo Verde Jovem que transmet des de les 7 del matí fins a les 10 del vespre.

## Història i informació
Les emissions de ràdio a Cap Verd es van iniciar en la dècada de 1950 per primer cop, quan es va començar a transmetre notícies i esdeveniments esportius com partits de futbol. L'1 d'agost de 1997 s'hi va afegir un canal de televisió que emetia arreu de Cap Verd i transmetia alguns programes, esdeveniments esportius i documentals. Fins a 1997, Cap Verd era un dels molts països que no comptaven amb un canal de televisió, i fins a mitjans de la dècada de 1990 la televisió era inexistent al país. La xarxa va ser fundada el maig de 1997 pel Ministre de les Comunicacions Socials José Antonio dos Reis.
Ha retransmès partits de la Copa del Món de Futbol però fins al 2000 no ha fet cobertures internacionals llevat dels esdeveniments esportius africans.

### Acords i protocols
- Acord de cooperació amb Rádio e Televisão de Portugal (RTP), 2001;
- Protocol de cooperació amb Televisão Pública de Angola (TPA), 2002;
- Acord de cooperació amb la televisió cubana Cubavisión, 2003;
- Acordo d'execució amb l'Agència Austríaca de Desenvolupament, 2005;
- Acord de cooperació amb Rádio Moçambique, 2005;
- Protocol d'acord de difusió de programes de la societat TV5Monde, 2006;
- Convenció d'acord amb Canal França Internacional (CFI), 2006;
- Protocol de cooperació amb Rádio Comunitária para o Desenvolvimento da Mulher, AMI-PAUL, 2006;
- Protocol de cooperació amb Rádio Comunitária “Voz Santa Cruz”, 2006;
- Protocol de cooperació amb Rádio Atlântico FM de Rotterdam, Països Baixos, 2006;
- Protocol de cooperació institucional com la Universitat Jean Piaget de Cap Verd, 2006;
- Protocol qmb l'Instituto Português de Apoio ao Desenvolvimento (IPAD) i Rádio e Televisão de Portugal (RTP), 2006;
- Protocol de cooperació amb Televisão Independente, SA (TVI), 2007.